# Hypnodendron comosum
Hypnodendron comosum är en bladmossart som beskrevs av Mitten 1882. Hypnodendron comosum ingår i släktet Hypnodendron och familjen Hypnodendraceae. Inga underarter finns listade i Catalogue of Life.

## Bildgalleri

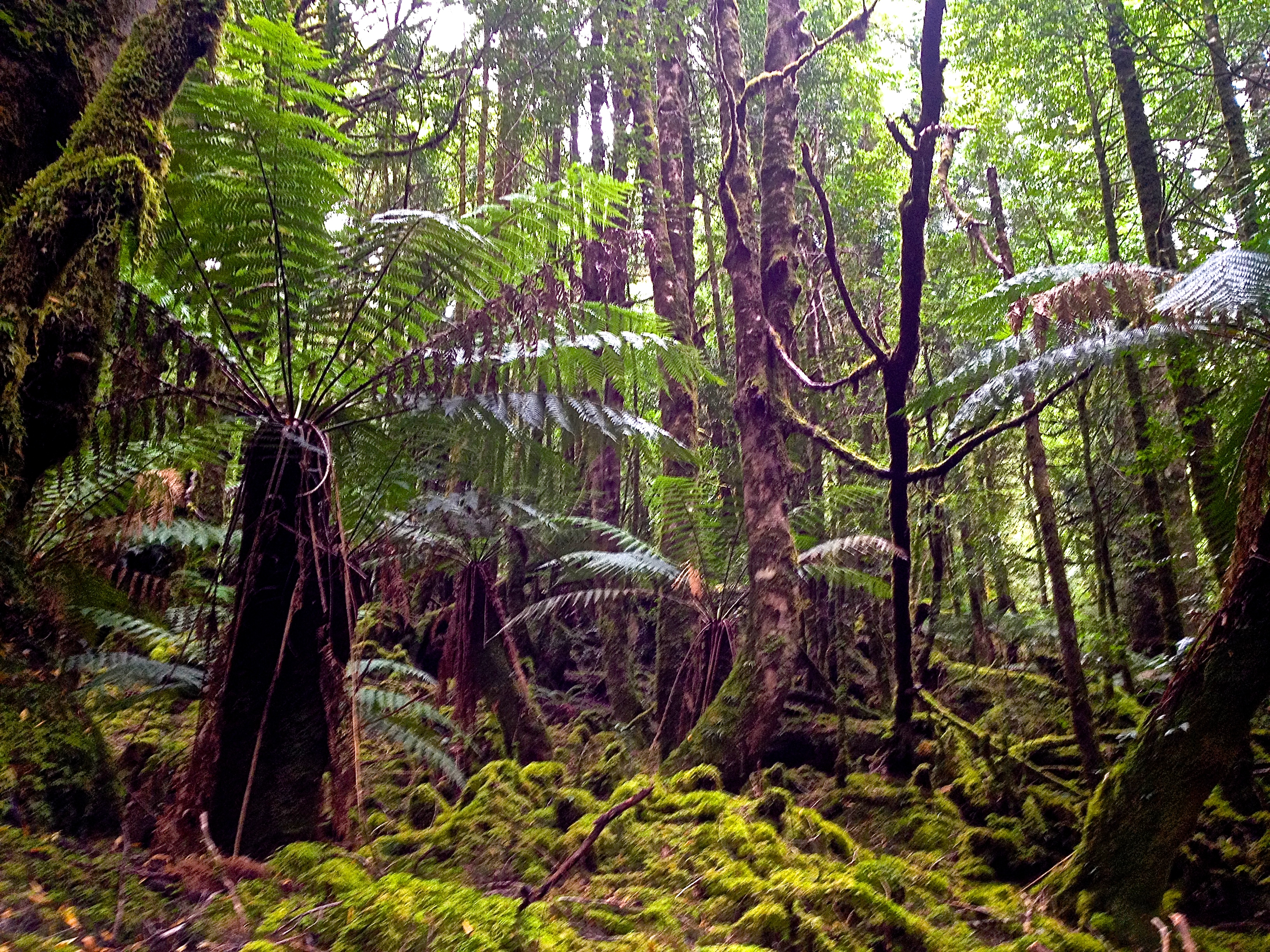
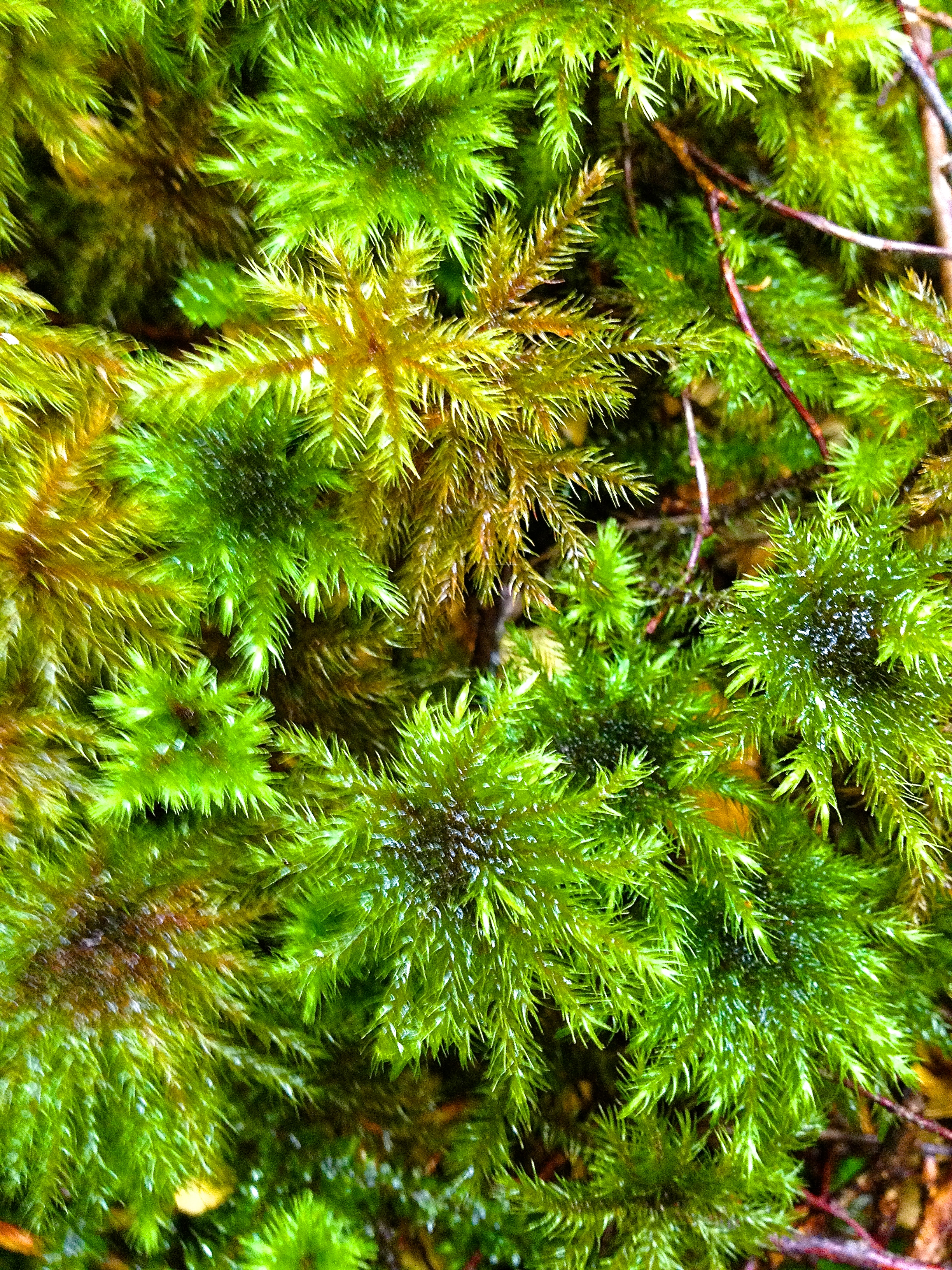